# Omote et ura
Dans la culture japonaise, chaque objet, être, organisme, acte, etc., possède deux aspects : un aspect omote et un aspect ura :
- omote (表?) désigne la face publique des choses, ce que tout le monde peut voir ; un exemple typique est la devanture d'un magasin, ou encore l'étiquette (reishiki, règles de bonne conduite en société) ;
- ura (裏?) désigne la face cachée des choses, ce qui transparaît lorsque le vernis craquèle, l'aspect obscur, voire négatif, ou tout simplement intime, l'intérieur de la maison.

Si l'on considère l'époque féodale, les seigneurs se sont fait la guerre durant des siècles (aspect ura) alors qu'ils s'unissaient pour combattre une invasion étrangère (aspect omote). De même, un village pouvait être la proie de dissensions violentes (aspect ura), mais ils montraient une unité et un calme de façade (aspect omote) afin que le gouverneur local, le daimyo, les laisse gérer leurs affaires.
La frontière entre omote et ura est souvent floue. D'un point de vue européen, omote semble être le mensonge, l'hypocrisie, la tromperie, mais ce sont des jugements de valeurs induits par les relations sociales ; il faudrait plutôt voir cela comme de la diplomatie, des conventions permettant la vie en société malgré les différences et les divergences d'intérêts.

## Omoteeturadans lesbudō
Dans les écoles traditionnelles (ryū) de budō (arts martiaux), certaines techniques étaient réservées aux étudiants avancés et fidèles, par exemple ceux résidant dans le dojo et participant à son entretien (les uchi deshi) ; ces techniques, dites okuden, étaient la face ura de l'enseignement. Les techniques omote étaient enseignées aux élèves débutant ou de passage.
Les techniques omote sont des techniques considérées comme moins efficaces, qui présentent plus de risques, ce sont donc celles où l'on passe devant l'adversaire, s'exposant ainsi à une contre-attaque si le mouvement n'est pas parfaitement exécuté ; on se présente du côté « public » à l'adversaire. Ce sont des techniques où l'on entre dans la zone dangereuse (à l'intérieur), des techniques directes.
Les techniques ura sont des techniques plus efficaces ou moins dangereuses, dans lesquelles on s'expose moins ; ce sont typiquement les techniques où l'on passe derrière l'adversaire, on se présente du côté « privé ». Ce sont des techniques où l'on absorbe l'attaque de l'adversaire, où celui-ci se retrouve à l'extérieur du mouvement, des techniques indirectes.
On simplifie souvent ce concept par une dualité omote, « devant », et ura, « derrière ». Certains professeurs, en aïkido par exemple, l'expriment par « positif » pour omote et « négatif » pour ura.
Un sabre japonais a un côté omote et un côté ura. Le côté extérieur du sabre, lorsqu'il est porté à la ceinture à gauche, fil vers le haut, est le côté omote.
Dans la position en garde « normale » (fil vers le bas en direction de l'adversaire), le côté omote est donc sur sa gauche. Deux adversaires face à face, en garde croisée, sont donc en garde omote si les côtés omote de leur sabre se font face, soit en garde ura. Ces notions omote ou ura sont moins ambigües que droite ou gauche.
Un coup de sabre men en direction de la tête, peut donc être porté soit en omote (en passant à droite du sabre de l'adversaire, du point de vue de l'attaquant) soit en ura (en passant de l'autre côté).
On peut aussi voir une forte similitude entre la dualité omote / ura et la dualité yang / yin.
En aïkido, par exemple, chaque mouvement a ces deux formes : la forme omote est une confrontation de face, souvent lorsque l'exécutant est plus fort que l'adversaire ; alors que la forme ura consiste à accepter et utiliser le mouvement de l'adversaire (même si les deux formes ont comme principe d'utiliser la force de celui-ci).